# 多伊爾 (加利福尼亞州拉森縣)
多伊爾（英語：Doyle）是位於美國加利福尼亞州拉森縣的一個人口普查指定地區。

## 地理
多伊爾的座標為40°01′41″N 120°06′14″W / 40.02806°N 120.10389°W，而該地最高點為海拔高度1303米（即4275英尺）。

## 人口
根據2010年美國人口普查的數據，多伊爾的面積為15.819平方千米，當中陸地面積為15.817平方千米，而水域面積為0.002平方千米。當地共有人口678人，而人口密度為每平方千米42人。